# Ballana visalia
Ballana visalia är en insektsart som beskrevs av Ball 1910. Ballana visalia ingår i släktet Ballana och familjen dvärgstritar. Inga underarter finns listade i Catalogue of Life.